# Стадіон футбольної академії «Армавір»
Стадіон футбольної академії «Армавір» (вірм. Արմավիրի ֆուտբոլի ակադեմիայի մարզադաշտ), до 2017 року — Ювілейний стадіон (вірм. Հոբելյանական մարզադաշտ) — футбольний стадіон в Армавірі, Вірменія.
Стадіон є частиною футбольної академії «Армавір», яку створила Федерація футболу Вірменії

## Історія
Спочатку стадіон був відкритий у 1980 році як Ювілейний стадіон з нагоди 60-річчя встановлення радянської влади у Вірменії . На відкритті стадіон мав дві окремих; східну та західну трибуни, вміщаючи близько 10 000 глядачів.
У 1985 році на стадіоні відбувся один матч групового етапу молодіжного чемпіонату світу з футболу, який приймав Радянський Союз. У матчі зустрілись збірні Колумбії та Тунісу (2:1).
До 2003 року він був домашньою ареною футбольного клубу «Армавір», а коли клуб був розпущений через фінансові проблеми, стадіон став занепадати.
4 лютого 2016 року рішенням уряду право власності на стадіон було передано Федерації футболу Вірменії. Передбачається модернізація стадіону за рахунок інвестицій у розмірі близько 1,65 мільйона доларів США. В результаті на стадіоні було проведено частину робіт, після чого реконструкцію було призупинено